# Elena Farago
Elena Farago (29 marzo 1878 – 3 gennaio 1954) è stata una poetessa, traduttrice e scrittrice rumena.

## Biografia
Nata a Bârlad, i suoi genitori erano Francisc Paximade, originario di Tenedos che aprì un'attività di esportazione di cereali a Galați, e Anastasia (nata Thomaide); i due si sposarono nel 1873. Per parte paterna discendeva da un'antica e nobile famiglia greca; attraverso sua madre era di origine greca, turca e rumena. Rimasta orfana in giovane età, Elena è cresciuta nella casa del junimista George Panu e per breve tempo con Ion Luca Caragiale, attraverso il quale ha conosciuto Alexandru Vlahuță e altri scrittori contemporanei. Tra il 1884 e il 1890 ebbe un'istruzione incompleta nei collegi di Varlaam e Drouhet, nella sua città natale. Tramite suo marito, l'impiegato di banca Francisc Farago, fu attratta dagli ambienti socialisti, frequentando le lezioni di Ioan Nădejde, Constantin Dobrogeanu-Gherea, Vasile Morțun e Constantin Stere, incontrando anche Barbu Brănișteanu e Christian Rakovsky.

### Carriera
Ha debuttato nel 1899 con la poesia "Gândul trudiților", apparsa in România muncitoare. Il suo lavoro è apparso anche in Adevărul, Epoca, Sămănătorul, Floarea darurilor, Revista noastră, Făt-Frumos, Luceafărul e Ramuri. A volte firmava con gli pseudonimi Fatma, Andaluza ed Ellen. Dal 1921 fino alla sua morte diresse la fondazione Alexandru e Aurelia Aman a Craiova, che oggi è la Casa Memoriale di Elena Farago. Ha anche lavorato come ispettore per le case di beneficenza per bambini. Farago fondò la rivista Năzuința nel 1922.
Il suo primo libro fu Versuri (1906), seguito dai volumi di poesie Șoapte din umbră ("Sussurri dall'ombra", 1908), Șoaptele amurgului ("I sussurri del crepuscolo", 1920) e Nu mi-am plecat genunchii (1926); questi ricompaiono in edizioni da lei raccolte (Poezii alese, 1924; Poezii. 1906-1926, 1928; Poezii, 1937), o postume, in versioni parzialmente riedite (Poezii, 1957; Versuri, 1978). Farago pubblicò anche poesie per bambini (Pentru copii, vol. I, 1913, vol. II, 1920; Copiilor, 1913; Din traista lui Moș Crăciun (Dalla bisaccia di Babbo Natale), 1920; Bobocica, 1921; Să nu plângem, 1921; A ciocnit cu ou de lemn, 1943; Într-o noapte de Crăciun, 1944; 4 gâște năzdrăvane, 1944; Plugușorul jucăriilor, 1944), e libri in prosa per bambini (Să fim buni, 1922; Ziarul unui motan, 1924; Într-un cuib de rândunică, 1926; Să nu minți, să nu furi, 1944).
Ha tradotto da Henrik Ibsen, Friedrich Nietzsche, Catulle Mendès, poesia classica e simbolista francese (Emile Verhaeren, Henri de Régnier, Paul Verlaine, Sully Prudhomme, Edmond Haraucourt, Maurice Maeterlinck), Anatole France e Lafcadio Hearn. Alcuni di questi testi apparvero solo su riviste, mentre altri furono pubblicati nelle collane Biblioteca pentru toți e Lectura. Ha vinto premi dell'Accademia rumena (1909, 1921), il Premio Femina (1925) e il Premio nazionale di poesia (1937). Poetessa dell'amore casto, delle delicate confessioni e della maternità, Farago è anche tra i nomi più importanti della letteratura infantile rumena. Morì a Craiova il 3 gennaio 1954. Anche sua figlia Coca divenne scrittrice.